# Territorio di sviluppo
Con la locuzione «territorio di sviluppo» (in inglese «developmental territory») ci si riferisce ad un sistema utilizzato dalle principali federazioni di wrestling statunitensi durante gli anni novanta e duemila; esso fu adottato per primo dalla World Championship Wrestling nel 1997 e poi replicato dalla World Wrestling Federation nel 1998.

## Funzionamento
I territori di sviluppo sono federazioni di rilevanza locale che si associano ad una federazione più grande, allo scopo di ottenere finanziamenti per la prosecuzione della loro attività; in cambio, offrono la possibilità di essere utilizzate come rampa di lancio dei futuri wrestler al fine di verificarne l'impatto sul pubblico. Queste federazioni godono anche della visibilità derivante, oltre che dal fatto stesso di essere legate a una federazione nazionale, dalle partecipazioni sporadiche di wrestler di questa nei propri spettacoli ed eventi.
Il sistema dei territori di sviluppo presenta analogie con quello utilizzato sino agli anni ottanta dalla National Wrestling Alliance, al tempo la principale federazione al mondo di wrestling. Tuttavia il sistema NWA aveva per scopo non la formazione di nuovi talenti, ma ottenere da parte delle federazioni minori il riconoscimento dei titoli della NWA come gli unici e legittimi titoli mondiali.